# Сан Фјор
Сан Фјор (итал. San Fior) је насеље у Италији у округу Тревизо, региону Венето.
Према процени из 2011. у насељу је живело 2898 становника. Насеље се налази на надморској висини од 57 м.

## Становништво
Према резултатима пописа становништва 2011. у општини је живело 6.813 становника.
| 1931. | 1936. | 1951. | 1961. | 1971. | 1981. | 1991. | 2001. | 2011. |
| ----- | ----- | ----- | ----- | ----- | ----- | ----- | ----- | ----- |
| 4.440 | 4.400 | 4.581 | 4.855 | 5.121 | 5.475 | 5.467 | 6.153 | 6.813 |

## Партнерски градови
- Колерак Сен Сир